# 山姆·多曼
山姆·多曼（英語：Sam Dorman，1991年8月30日—），美國男子跳水運動員。他在2016年奧運會上和邁克·希克森搭檔代表美國參賽，並且在男子雙人3米板的比賽獲得銀牌。多曼曾就讀於邁阿密大學。他也和克里斯蒂安·伊普森搭檔參賽過。

## 外部連結
- . University of Miami Athletics.   [2017-07-16]. （原始内容存档于2017-01-04）.